# Kim Jong-yang
Dans ce nom coréen, le nom de famille, Kim, précède le nom personnel.
Kim Jong-yang (hangeul : 김종양), né le 30 octobre 1961 à Changwon, dans le Gyeongsang du Sud (Corée du Sud), est un officier de police sud-coréen.
Il a été président d'Interpol d'octobre 2018 à novembre 2021.

## Biographie
Chef de l'Agence de police de la province de Gyeonggi, la plus peuplée de Corée du Sud, il est élu vice-président d'Interpol pour l'Asie en 2015. 
Lorsque le président d'Interpol, Meng Hongwei, est arrêté en Chine, il assure l'intérim à partir du 7 octobre 2018. Le 21 novembre, il est élu président de l'organisme pour les deux années restantes du mandat de son prédécesseur. Il remporte cette élection grâce au soutien des États-Unis, du Royaume-Uni et de la France, alors que son concurrent, le Russe Alexander Prokopchuk, faisait figure de favori et que des opposants russes comme Alexeï Navalny et Mikhaïl Khodorkovski avaient appelé au rejet de Prokopchuk, trop proche selon eux du Kremlin.
Il laisse sa place de président d'Interpol à Ahmed Naser Al-Raisi le 25 novembre 2021.